# Кожин, Олег Игоревич
Олег Игоревич Кожин (род. 18 октября 1981 года, Норильск, РСФСР, СССР) — российский писатель, работающий в жанрах хоррор, мистика, городское фэнтези, фантастика. Автор трёх[прояснить] романов и более двадцати рассказов.

## Биография
Олег Кожин родился 18 октября 1981 года в городе Норильске. Первый рассказ — фанфик на «Утиные истории» — написал в возрасте 10 лет, в тетради в клеточку. В 1998 году окончил школу № 37 города Норильска. После школы поменял несколько мест работы.
Окончил Ленинградский государственный университет имени А. С. Пушкина (специальность «Связи с общественностью»).
В ранние годы (2004-2008гг.) активно продвигал молодёжные движения в Норильске, дав толчок к развитию многих творческих людей, нашедших себя на поприще организации ролевых игр живого действия.
Так же был одним из новаторов в производстве И́глу (инуктитут ᐃᒡᓗ, iglu) — зимнего жилища канадских эскимосов, предложив идею, что эскимосы могли использовать свою собственную мочу в качестве растапливающего реагента, способствующего скреплению блоков жилища.
Олег Кожин профессионально занимается литературной деятельностью с 2007 года. Преимущественно работает в жанре малой прозы. Известность получил благодаря рассказу «… где живёт Кракен» (2010). Рассказ был положительно оценен редактором журнала «Полдень, 21 век» Борисом Натановичем Стругацким, что стало своеобразной путевкой в жизнь для начинающего автора.
В своем творчестве Олег Кожин совмещает несколько жанров фантастической литературы — хоррор и фэнтези. Рассказы автора неоднократно публиковались в известных литературных журналах, таких как: «Полдень, 21 век», «Машины и механизмы», «Уральский следопыт», «ФанCity», «Меридиан», «Знание — сила. Фантастика», «Реальность фантастики», «Север», «Darker», «Фантастика и детективы».

## Творчество
Романы
- Охота на удачу (2014)
- Забытые богом (2015)

Рассказы
- … где живёт Кракен (2010)
- Снежные волки (2010)
- Война без сохранения (2011)
- Сучёныш (2011)
- Я — бомба (2011)
- Велес (2012)
- Мин бол (2012)
- На Рэйне верить в это трудно (2012)
- Родительский день (2012)
- Сфера (2012)
- Война войной, а телеабсорбция по расписанию (2013)
- Круговорот (2013)
- Меньшее зло (2013)
- Не ложися на краю… (2013)
- Самый лучший в мире диван (2013)
- Снегурочка (2013)
- Мой друг — дракон (2014)
- Памятка юного бродяжки (2014)
- Скорбный перегон (2014)
- Узкая колея нашего детства (2014)

## Охота на удачу (роман)
Дебютный роман Олега Кожина «Охота на удачу» был опубликован в 2014 году издательством «АСТ». Роман написан в жанре городского фэнтези с элементами хоррора. Сюжет произведения крайне динамичен и наполнен непрерывным, «непровисающим» действием.
Сюжет
«Охота на удачу» — роман о взрослении, о везении и вере в собственные силы. Главный герой — подросток Герка Воронцов находит счастливый пятачок, обладающий неограниченным запасом удачи. Став обладателем артефакта невиданной силы, Герка открывает изнанку жутковатого и жестокого мира Сборщиков Удачи. Смертоносные и могущественные существа начинают охоту на юношу.

## Критика
Роман раскрыл талант Олега Кожина как мастера игры на ощущениях и был положительно принят критикой. Его рассказ «… где живет Кракен» был опубликован журнале «Darker» в 2011 году, с тех пор он стал постоянным автором издания, выиграл конкурс «Чёртова дюжина» и отметился в антологии «Самая страшная книга 2014».
Стиль достаточно выразителен, чтобы роман щекотал эстетический орган у читателей построже, но в то же время достаточно прост, чтобы все остальные не отбросили книжку на первой же главе. Сюжет аккуратно приходит из точки А в точку Б, почти ничего не растеряв по дороге… «Охота на удачу» — коммерческая вещь, но в хорошем смысле слова; это книга, которую люди будут читать и обсуждать.
Критик Василий Владимирский на страницах журнала «Мир Фантастики» также оставил положительную рецензию на роман, особенно отметив атмосферность и образность романа.

## Награды и премии
| Год  | Учредитель                 | Название                                     | Номинация                                    | Предмет номинации              | Результат  | И                                       |
| ---- | -------------------------- | -------------------------------------------- | -------------------------------------------- | ------------------------------ | ---------- | --------------------------------------- |
| 2014 | Журнал DARKER              | Литературный конкурс «Чёртова дюжина 2014»   | Литературный конкурс «Чёртова дюжина 2014»   | Рассказ «Вольк»                | Финалист   | [ 6 ]                                   |
| 2014 | Издательство «Астрель-СПб» | Литературная премия «Рукопись года»          | Литературная премия «Рукопись года»          | Роман «Охота на удачу»         | 2 место    | [ 7 ]                                   |
| 2013 | Амария Рай                 | Литературный конкурс «О любви к Родине»      | Фантастический рассказ                       | Рассказ «Война без сохранения» | Победитель | [ 8 ] [ 9 ] [ неавторитетный источник ] |
| 2013 | Журнал DARKER              | Литературный конкурс «Чёртова дюжина DARKER» | Литературный конкурс «Чёртова дюжина DARKER» | Рассказ «Снегурочка»           | Победитель | [ 10 ]                                  |
| 2013 | Журнал DARKER              | Литературный конкурс «Чёртова дюжина DARKER» | Литературный конкурс «Чёртова дюжина DARKER» | Рассказ «Сквозь дождь»         | Финалист   | [ 10 ]                                  |
| 2011 | Журнал «Сумрачный гений»   | Литературный конкурс «Чёрный кот»            | Проза                                        | Рассказ «Круговорот»           | Победитель | [ 11 ] [ неавторитетный источник ]      |
| 2011 | Фонд «Поколение»           | Литературная премия «Дебют»                  | Фантастика                                   | Подборка рассказов             | Лонг-лист  | [ 12 ] [ неавторитетный источник ]      |
| 2010 | Имхонет                    | Литературный конкурс «Золотая чаша 2010»     | Литературный конкурс «Золотая чаша 2010»     | Рассказ «Мин бол»              | Финалист   | [ 13 ] [ неавторитетный источник ]      |
| 2009 | Имхонет                    | Литературный конкурс «Золотая чаша 2009»     | Литературный конкурс «Золотая чаша 2009»     | Рассказ «…где живёт Кракен»    | Финалист   |                                         |